# Phytophthora cambivora
Phytophthora cambivora è un agente patogeno delle piante appartenente al phylum degli Oomycota che colpisce in particolare il castagno, su cui causa il cosiddetto mal dell'inchiostro.

## Sinonimi e binomi obsoleti
- Blepharospora cambivora Petri, Bot. Zh. SSSR (J. Bot. U. S. S. R.) 26 (1917)